# Joe Hicketts
Joseph „Joe“ Hicketts (* 4. Mai 1996 in Kamloops, British Columbia) ist ein kanadischer Eishockeyspieler. Er steht seit Juli 2023 bei den Los Angeles Kings in der National Hockey League (NHL) unter Vertrag und kommt parallel für deren Farmteam, die Ontario Reign, in der American Hockey League (AHL), zum Einsatz. Zuvor verbrachte der Verteidiger fünf Jahre in der Organisation der Detroit Red Wings.

## Karriere
Joe Hicketts spielte in der Jugend bei den Kamloops Jardine Blazers, bevor er beim Bantam Draft der Western Hockey League (WHL) im Jahr 2011 an 15. Stelle von den Victoria Royals ausgewählt wurde. Die folgende Spielzeit verbrachte Hicketts in der Okanagan Hockey Academy, bevor er in der WHL-Spielzeit 2012/13 erstmals für die Royals zum Einsatz kam. Insgesamt absolvierte der Verteidiger in der regulären Spielzeit 67 Spiele, in denen er auf 24 Scorerpunkte kam. In der nachfolgenden Spielzeit 2013/14 wurde er in Victoria zum Assistenzkapitän ernannt, jedoch verpasste er die Hälfte der Saison aufgrund einer Operation im Oktober 2013.
Beim NHL Entry Draft 2014 fand Joe Hicketts keine Berücksichtigung, jedoch wurde er kurz darauf in ein Trainingslager der Detroit Red Wings für ungedraftete Spieler eingeladen. Daraufhin wurde er in den Mannschaftskader der Red Wings für das NHL Prospects Tournament in Traverse City, Michigan, aufgenommen und nahm danach auch an deren Trainingslager teil. Am 24. September 2014 unterzeichnete Hicketts in Detroit einen dreijährigen Einstiegsvertrag, bevor er am 2. Oktober 2014 zunächst wieder nach Victoria zurückgeschickt wurde. Die Saison 2014/15 verbrachte er in der Western Hockey League, wo er für die Victoria Royals in 62 Spielen 12 Tore und 52 Assists erzielte und somit der zweiterfolgreichste Verteidiger der Liga war. Aufgrund dieser Leistung wurde er in das WHL West Second All-Star Team gewählt.
Im Jahr 2015 nahm Hicketts wiederum am NHL Prospects Tournament sowie am Trainingslager der Detroit Red Wings teil, bevor er am 21. September 2015 wieder zu den Victoria Royals zurückgeschickt wurde. Die Spielzeit 2015/16 war die persönlich beste Saison für Hicketts, mit 61 Scorerpunkten in 59 Spielen. Mit insgesamt 53 Assists wurde er wiederum der zweitbeste Verteidiger nach Vorlagen. Zudem wurde er mit 173 Scorerpunkten vereinsintern zum Verteidiger mit den meisten Scorerpunkten. Nach der Saison wurde Hicketts in das WHL West First All-Star Team gewählt sowie als Western Conference Top Defenceman und als Western Conference Player of the Year ausgezeichnet. Somit war er auch für die Four Broncos Memorial Trophy als bester Spieler der Western Hockey League nominiert, die jedoch schließlich an Dryden Hunt ging. Nachdem die Victoria Royals in den Playoffspielen ausgeschieden waren, nahm Hicketts mit den Grand Rapids Griffins, dem Farmteam der Detroit Red Wings, an den Playoffs um den Calder Cup teil.

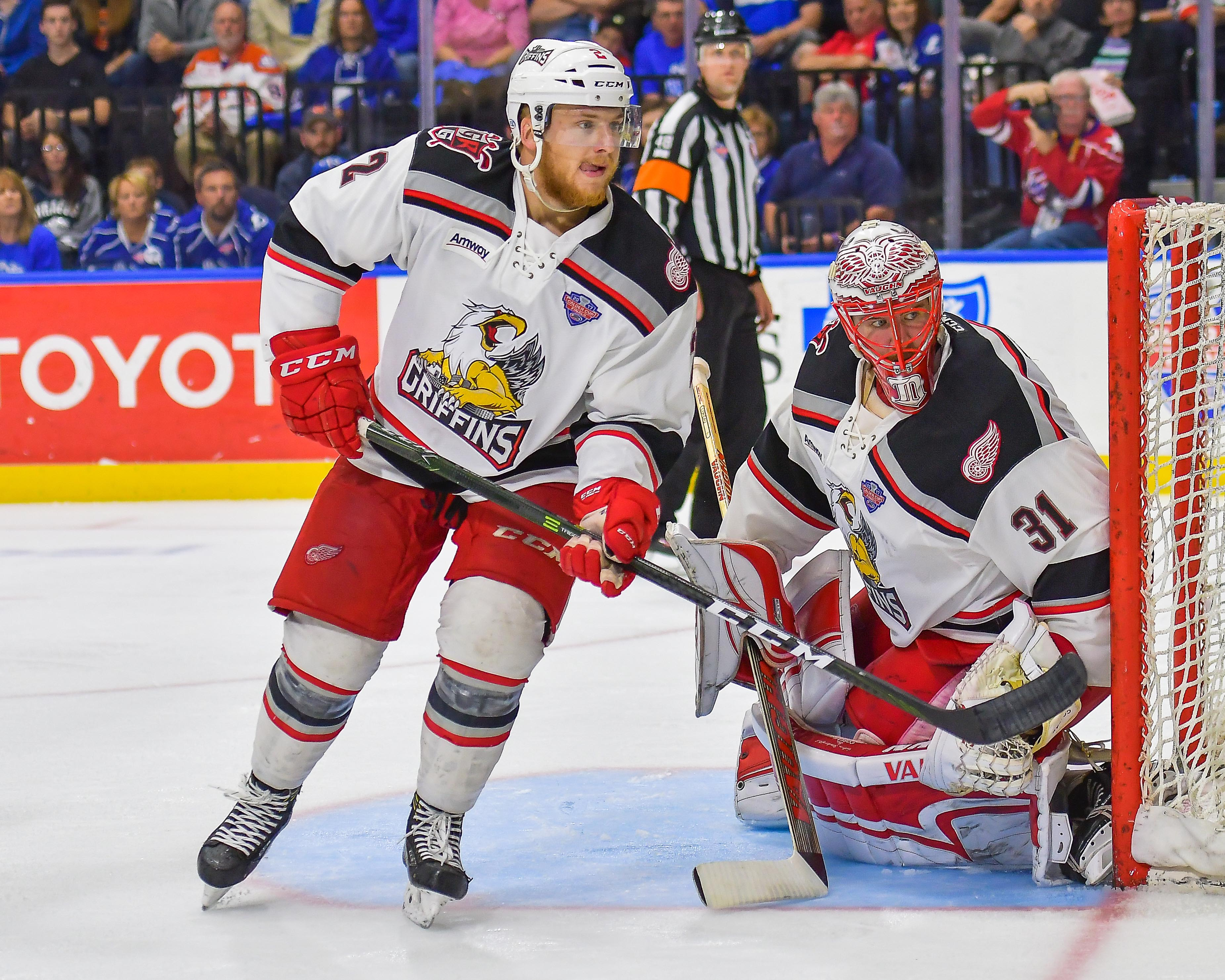
Hicketts während des Calder-Cup-Finales 2017 mit den Grand Rapids Griffins

Ab der Saison 2016/17 kam Hicketts regelmäßig für die Grand Rapids Griffins zum Einsatz und gewann am Saisonende mit einem Sieg über die Syracuse Crunch im Playoff-Finale den Calder Cup. Die Spielzeit 2017/18 begann der Verteidiger ebenfalls bei den Griffins, bevor er am 21. Januar 2018 in den Kader der Detroit Red Wings berufen wurde. Dort kam er am folgenden Tag im Spiel gegen die New Jersey Devils zu seinem NHL-Debüt. Nach diesem Spiel wurde Hicketts zunächst wieder nach Grand Rapids zurückgeschickt, um am 26. März 2018 wieder nach Detroit zurück berufen zu werden. Dort kam er im Spiel gegen die Pittsburgh Penguins zu seinen ersten beiden Assists in der National Hockey League. Insgesamt absolvierte Hicketts in der Spielzeit 2017/18 fünf Spiele für die Red Wings. Am 31. Oktober 2018 wurde Hicketts wieder zu den Grand Rapids Griffins geschickt, für die er 2018/19 wieder in der American Hockey League zum Einsatz kommt.
Nach fünf Jahren in der Organisation der Red Wings wurde sein auslaufender Vertrag nach der Spielzeit 2020/21 nicht verlängert, sodass er sich im Juli 2021 als Free Agent den Minnesota Wild anschloss. In gleicher Weise wechselte er im Juli 2023 zu den Los Angeles Kings.

### International
Im Jahr 2012 war Hicketts Mannschaftskapitän der kanadischen Eishockeynationalmannschaft, mit der er bei den Olympischen Jugend-Winterspielen die Bronzemedaille errang. Im folgenden Jahr nahm der Verteidiger mit dem Team Canada Pacific, wiederum als Mannschaftskapitän, an der World U-17 Hockey Challenge teil, wo er das Team jedoch nur zu einem fünften Platz führte. Ebenfalls 2013 gewann er mit der kanadischen Nationalmannschaft das Ivan Hlinka Memorial Tournament mit einem 4:0-Sieg im Finale gegen das Team aus den Vereinigten Staaten.
Bei der U18-Weltmeisterschaft 2014 absolvierte Hicketts sieben Spiele und kam auf vier Scorerpunkte, zuletzt gewann er mit dem Team die Bronzemedaille durch einen Sieg gegen Schweden im Spiel um Platz drei. 2015 war er Teil der kanadischen U20-Eishockeynationalmannschaft, die mit einem umkämpften 5:4-Sieg im Finale der Weltmeisterschaft der U20-Junioren gegen die russische Auswahl die U20-Weltmeisterschaft gewann. 2016 nahm der Verteidiger wiederum an der U20-Weltmeisterschaft teil, dort belegte er mit dem Team jedoch nur den sechsten Platz.

## Erfolge und Auszeichnungen
- 2015 WHL West Second All-Star Team
- 2016 WHL West First All-Star Team
- 2017 Calder-Cup-Gewinn mit den Grand Rapids Griffins

### International
- 2012 Bronzemedaille bei den Olympischen Jugend-Winterspielen
- 2013 Goldmedaille beim Ivan Hlinka Memorial Tournament
- 2014 Bronzemedaille bei der U18-Junioren-Weltmeisterschaft
- 2015 Goldmedaille bei der U20-Junioren-Weltmeisterschaft

## Karrierestatistik
Stand: Ende der Saison 2023/24

### International
Vertrat Kanada bei:
| - Olympischen Jugend-Winterspielen 2012 - World U-17 Hockey Challenge 2013 - Ivan Hlinka Memorial Tournament 2013 | - U18-Junioren-Weltmeisterschaft 2014 - U20-Junioren-Weltmeisterschaft 2015 - U20-Junioren-Weltmeisterschaft 2016 |

(Legende zur Spielerstatistik: Sp oder GP = absolvierte Spiele; T oder G = erzielte Tore; V oder A = erzielte Assists; Pkt oder Pts = erzielte Scorerpunkte; SM oder PIM = erhaltene Strafminuten; +/− = Plus/Minus-Bilanz; PP = erzielte Überzahltore; SH = erzielte Unterzahltore; GW = erzielte Siegtore; 1 Play-downs/Relegation; Kursiv: Statistik nicht vollständig)